# Africanina
Africanina (pupetta mora)  è un brano musicale composto da Enea Malinverno e musicato da Giuseppe Rampoldi nel 1936 e inciso nello stesso anno dal tenore Daniele Serra.

## Il brano
La canzone ha origine nell'anno della proclamazione dell'impero coloniale italiano (1936) da parte di Benito Mussolini a seguito dell'apertura delle ostilità con l'Etiopia (la data viene ricordata esplicitamente nel testo nella strofa Due ottobre: ricordatelo a memoria, / nell’Africa Orientale avrà una storia;).
Secondo Enzo Giannelli, nella canzone e in altre incise nello stesso periodo (Rataplan delle camicie nere, Sul lago Tanai e altre) Daniele Serra primeggia nel fanatismo fascista.

## Pubblicazioni
La prima edizione venne incisa da Daniele Serra, accompagnato dall'orchestra del Maestro Dino Olivieri, e pubblicata come lato B nel 78 giri Rataplan delle camicie nere/Africanina (pupetta mora) (Disco "Grammofono", HN992)
Nel 1978 la canzone fu inclusa nella raccolta Alla guerra per faccetta nera nella serie Fonografo Italiano,  pubblicata dalla Fonit-Cetra; nel 1982 invece la Fratelli Fabbri Editori la incluse in uno dei dischi in vinile allegati all'enciclopedia La canzone italiana, nel fascicolo 17 intitolato Africa.